# Сухини (Богодухівський район)
Сухини́ — село у Богодухівській міській громаді Богодухівського району Харківської області України.

## Географія
Село Сухини знаходиться за 2 км від річки Сухий Мерчик (правий берег). У селі бере початок балка Яр Соненка на якому зроблено кілька загат. Поруч знаходиться залізнична станція Сухини. За 4 км проходить автомобільна дорога Р22.

## Історія
- 1887 — дата заснування.

Село постраждало внаслідок геноциду українського народу, проведеного урядом СССР в 1932—1933 роках, кількість встановлених жертв в Замниусах, Киянах, Скорогорівці, Сухинах, Хорунжах — 382 людей.
12 червня 2020 року, відповідно до розпорядження Кабінету Міністрів України № 725-р «Про визначення адміністративних центрів та затвердження територій територіальних громад Харківської області», село увійшло до Богодухівської міської громади.
19 липня 2020 року, в результаті адміністративно-територіальної реформи та ліквідації Богодухівського району (1923—2020), село увійшло до складу новоутвореного Богодухівського району Харківської області.

## Економіка
- В селі є молочно-товарна ферма.
- ПП «СЛОБОЖАНСКЕ», ВРХ, молоко, соняшник, овочі, буряк, зерно, зернобобові, силос.
- Поштове відділення: Сухининське

## Об'єкти соціальної сфери
- Сухинський фельдшерсько-акушерський пункт.
- Клуб.